# Crotophaga ani
Crotophaga ani là một loài chim trong họ Cuculidae.
Đây là một loài sinh sản cư trú từ miền nam Florida, Bahamas, Caribbean, một phần của Trung Mỹ, từ nam đến tây Ecuador, Brazil và bắc Argentina.
Loài ani này được tìm thấy ở vùng đất mở và bán mở và các khu vực đang canh tác. Tổ, được xây dựng chung bởi một số cặp, hình chiếc cốc sâu được lót bằng lá và thường được đặt ở độ cao 2–6 m trong một cái cây. Một số con mái đẻ trứng màu xanh phấn trong tổ và sau đó chung nhau ấp trứng và nuôi chim non.
Mỗi con mái có khả năng đẻ tới bảy quả trứng và tổ đã được tìm thấy có chứa tới 29 quả trứng, nhưng rất hiếm khi hơn mười con nở ra. Thời gian ấp trứng 13-15 ngày, chim non 10 ngày nữa mới mọc lông. Có thể có nuôi tối đa ba lứa trong một mùa, những con chim non cùng bố mẹ thuộc lứa trước phụ nuôi những con non hơn thuộc lứa sau.
Loài này có kích thước trung bình, có chiều dài 30–36 cm và nặng 71-133. Khi bay chủ yếu là liệng, chúng chạy tốt và thường kiếm ăn trên mặt đất.

## Hình ảnh

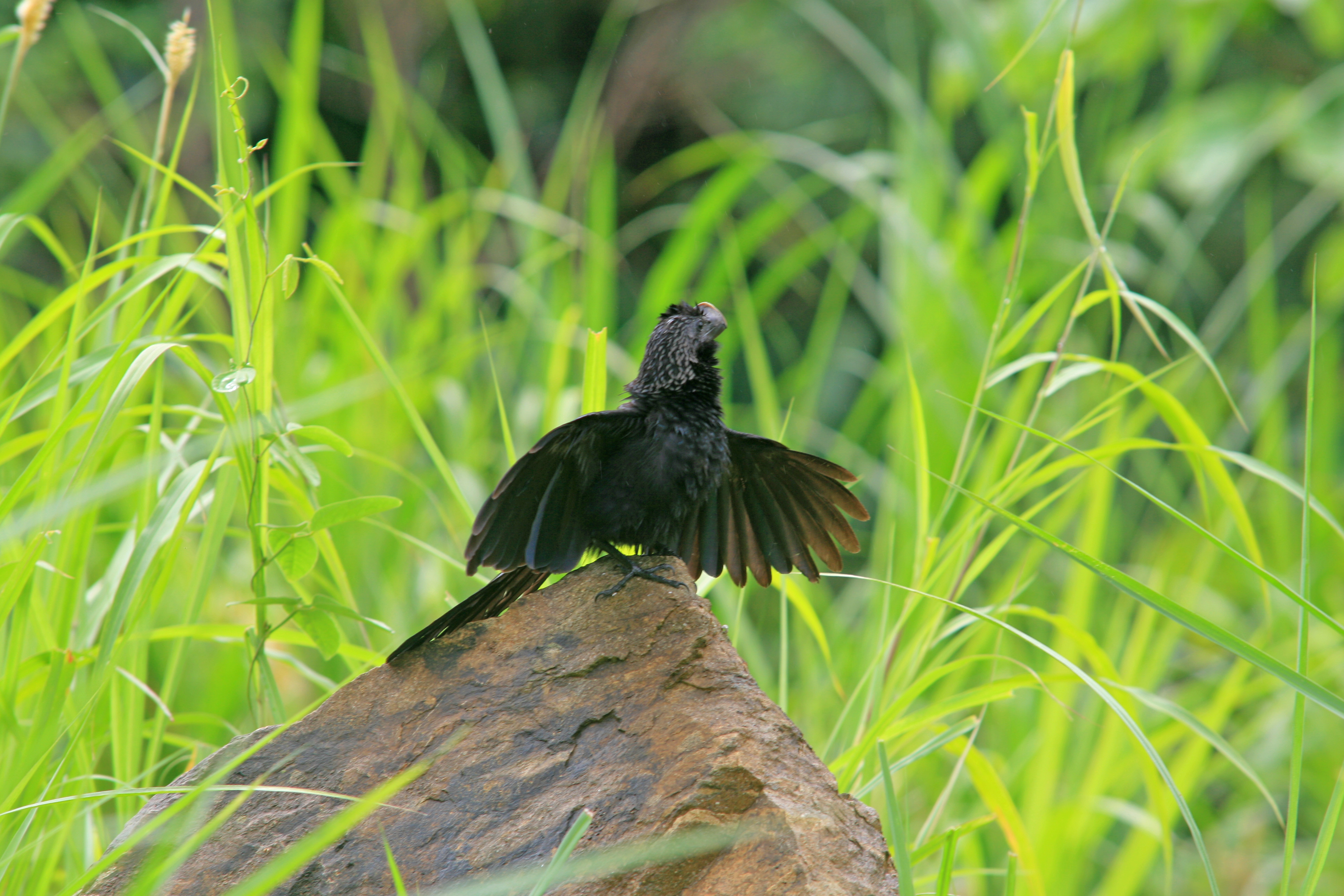
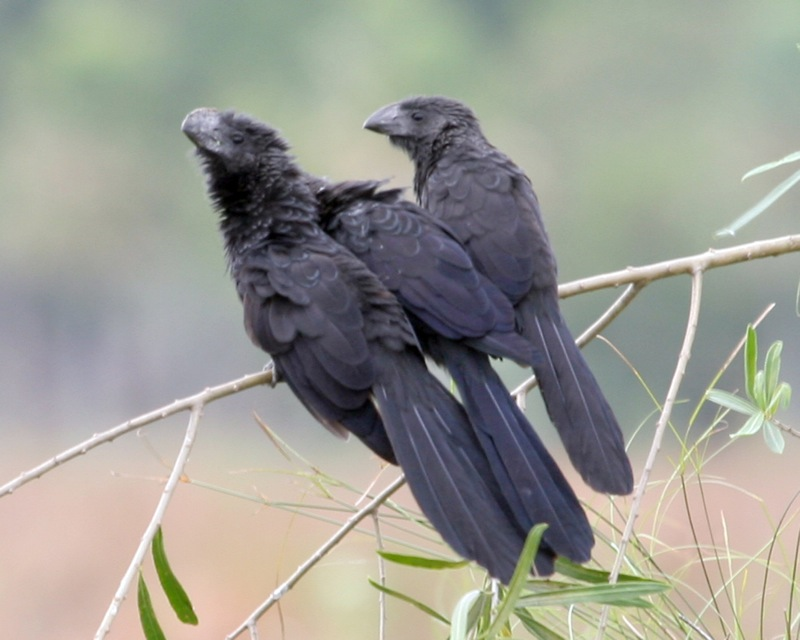
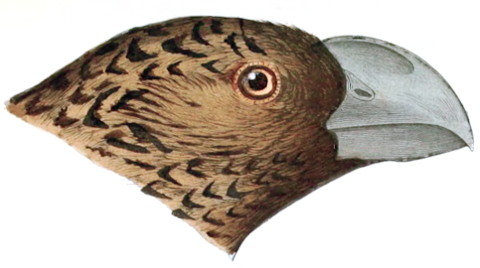
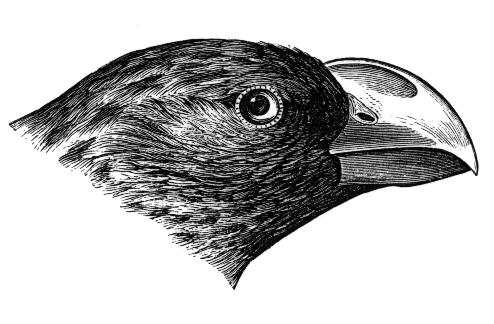
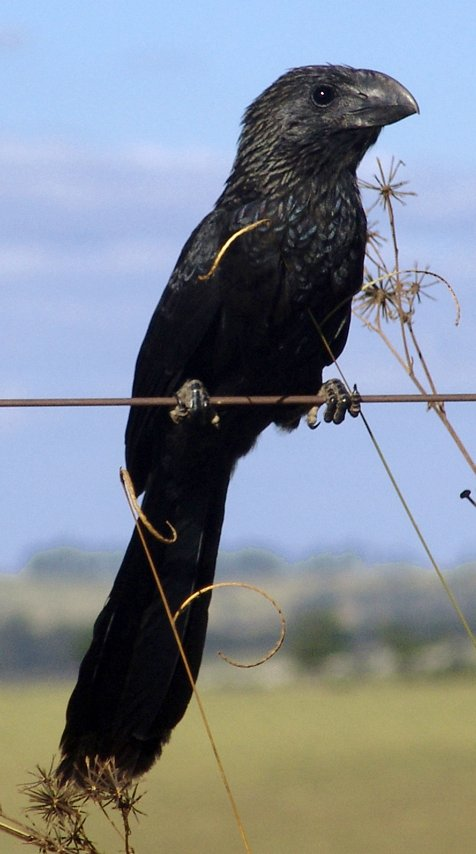